# Maria Severa Onofriana
Maria Severa Onofriana, conosciuta anche come A Severa (Lisbona, 26 luglio 1820 – Lisbona, 30 novembre 1846), è stata una cantante portoghese.
È considerata, nonostante la sua breve vita, la prima cantante di fado, raggiungendo uno status quasi mitico dopo la sua morte. 

## Biografia
Maria Severa Onofriana nacque a Lisbona, in Portogallo, in Rua da Madragoa (nell'abitazione situata al civico 33 dell'odierna Rua Vicente Borga nella freguesia di Estrela) il 26 luglio 1820. Era la figlia di Severo Manuel de Sousa e Ana Gertrudes. Il padre di Severa era di origine gitana portoghese ed era nativo di Santarém; sua madre era originaria di Ponte de Sor. La madre di Severa aveva il soprannome di A Barbuda ("la donna barbuta") ed era una locandiera nel quartiere della Mouraria. Probabilmente sia la madre che Severa stessa erano inoltre prostitute. Maria Severa si distingueva tuttavia per il suo bell'aspetto e per le sue doti artistiche non comuni come cantante e suonatrice di chitarra portoghese. La Severa animava le feste di quartiere e le tertúlias. Si sa che ebbe diversi amanti, tra cui Francisco de Paula Portugal e Castro, 13º conte di Vimioso, che la condusse alle corride (un evento sociale pubblico e importante dell'epoca). La relazione con il conte di Vimioso consentì inoltre alla Severa di esibirsi in un contesto diverso da quello popolare nel quale si era sviluppato il fado, ponendo questo genere musicale in contatto con un pubblico di intellettuali e artisti.

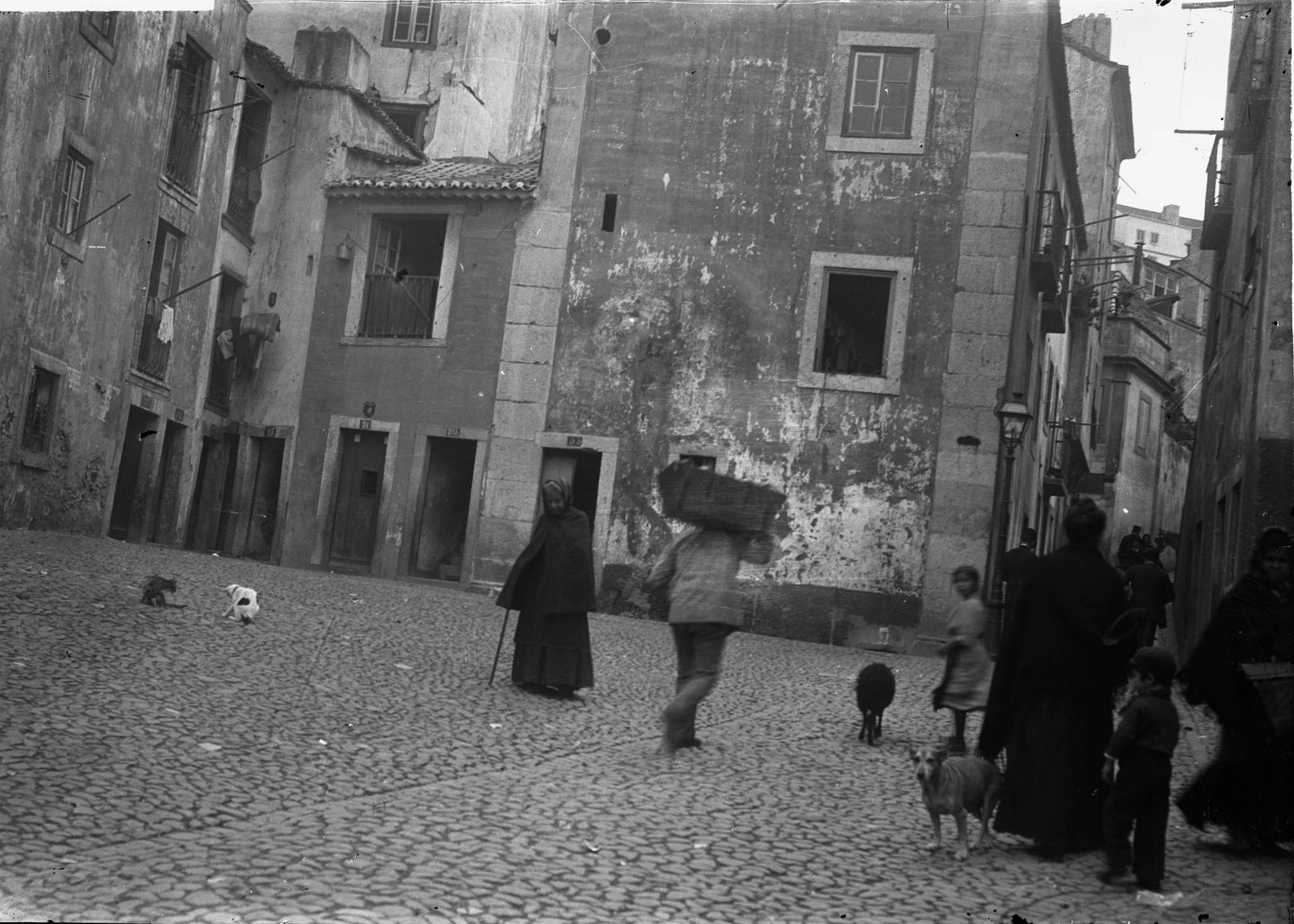
Largo da Severa e Rua do Capelão agli inizi del XX secolo, fotografia di José Artur Leitão Bárcia.

Maria Severa morì di tubercolosi il 30 novembre 1846 nella sua abitazione in Rua Suja (l'odierna Rua do Capelão, n.º 35A nella freguesia di Santa Maria Maior), nella Mouraria, Lisbona, a soli 26 anni. Una lapide commemorativa, svelata da Amália Rodrigues, venne posta sull'ultima abitazione della Severa nel 1989. La Severa fu sepolta in una fossa comune nel Cemitério do Alto de São João, Penha de França.

## Nella cultura popolare
La fama di Maria Severa venne trasmessa ai posteri in parte grazie al romanzo di Júlio Dantas, intitolato A Severa, da cui venne poi tratto uno spettacolo teatrale portato in scena nel 1901. Nel 1931, il regista José Leitão de Barros, basandosi sul romanzo di Dantas, realizzò il primo film sonoro in lingua portoghese, A Severa. La Severa viene inoltre interpretata dalla fadista Maria Isabel Rebelo Couto Cruz Roseta nel film Fados del 2007 diretto da Carlos Saura.